# Gryllacrididae
Famille
Les Gryllacrididae sont une famille d'orthoptères.

## Distribution
Les espèces de cette famille se rencontrent sur tous les continents.

## Liste des genres
Selon Orthoptera Species File :
- Gryllacridinae Blanchard 1845
  - Aancistroger Bei-Bienko, 1957
  - Abelona Karny, 1937
  - Acanthogryllacris Karny, 1937
  - Afroepacra Griffini, 1912
  - Afrogryllacris Karny, 1937
  - Afroneanias Karny, 1937
  - Ametroides Karny, 1928
  - Ametrosomus Tepper, 1892
  - Ametrus Brunner von Wattenwyl, 1888
  - Amphibologryllacris Karny, 1937
  - Anancistrogera Karny, 1937
  - Ancistrogera Brunner von Wattenwyl, 1898
  - Aphanogryllacris Karny, 1937
  - Apotrechus Brunner von Wattenwyl, 1888
  - Apteronomus Tepper, 1892
  - Arrolla Rentz, 1990
  - Asarcogryllacris Karny, 1937
  - Atychogryllacris Karny, 1937
  - Australogryllacris Karny, 1937
  - Barombogryllacris Karny, 1937
  - Borneogryllacris Karny, 1937
  - Bothriogryllacris Rentz, 1983
  - Brachybaenus Karny, 1937
  - Brachyntheisogryllacris Karny, 1937
  - Camptonotus Uhler, 1864
  - Capnogryllacris Karny, 1937
  - Caustogryllacris Karny, 1937
  - Celebogryllacris Karny, 1937
  - Celeboneanias Karny, 1937
  - Chauliogryllacris Rentz, 1990
  - Cooraboorama Rentz, 1990
  - Craspedogryllacris Karny, 1937
  - Cyanogryllacris Karny, 1937
  - Dialarnaca Gorochov, 2005
  - Diaphanogryllacris Karny, 1937
  - Dibelona Brunner von Wattenwyl, 1888
  - Dictyogryllacris Karny, 1937
  - Dinolarnaca Gorochov, 2008
  - Echidnogryllacris Griffini, 1912
  - Epacra Brunner von Wattenwyl, 1888
  - Eremus Brunner von Wattenwyl, 1888
  - Erythrogryllacris Karny, 1937
  - Eugryllacris Karny, 1937
  - Giganteremus Karny, 1937
  - Gigantogryllacris Karny, 1937
  - Glenogryllacris Karny, 1930
  - Glomeremus Karny, 1937
  - Gryllacris Serville, 1831
  - Hadrogryllacris Karny, 1937
  - Haplogryllacris Karny, 1937
  - Heterogryllacris Karny, 1937
  - Hyalogryllacris Karny, 1937
  - Hyperbaenus Brunner von Wattenwyl, 1888
  - Idiolarnaca Gorochov, 2005
  - Kinemania Rentz, 1990
  - Larnaca Walker, 1869
  - Lyperogryllacris Karny, 1937
  - Melaneremus Karny, 1937
  - Melanogryllacris Karny, 1937
  - Metriogryllacris Karny, 1937
  - Mooracra Rentz, 1990
  - Nannogryllacris Karny, 1937
  - Neanias Brunner von Wattenwyl, 1888
  - Nesogryllacris Karny, 1937
  - Niphetogryllacris Karny, 1937
  - Nippancistroger Griffini, 1913
  - Nullanullia Rentz, 1990
  - Nunkeria Rentz, 1990
  - Otidiogryllacris Karny, 1937
  - Papuogryllacris Griffini, 1909
  - Papuoneanias Karny, 1929
  - Paragryllacris Brunner von Wattenwyl, 1888
  - Pardogryllacris Karny, 1937
  - Pareremus Ander, 1934
  - Phlebogryllacris Karny, 1937
  - Phryganogryllacris Karny, 1937
  - Pissodogryllacris Karny, 1937
  - Progryllacris Ander, 1939
  - Prosopogryllacris Karny, 1937
  - Pseuderemus Karny, 1932
  - Psilogryllacris Karny, 1937
  - Pterapothrechus Karny, 1937
  - Siderogryllacris Karny, 1937
  - Solomogryllacris Willemse, 1953
  - Stictogryllacris Karny, 1937
  - Triaenogryllacris Karny, 1937
  - Tytthogryllacris Karny, 1937
  - Urogryllacris Rentz, 1997
  - Wirritina Rentz, 1990
  - Woznessenskia Gorochov, 2002
  - Xanthogryllacris Karny, 1937
  - Xiphogryllacris Karny, 1937
  - Zalarnaca Gorochov, 2005
- Lezininae Karny 1932
  - Lezina Walker, 1869

## Référence
- Blanchard, 1845 : Histoire Naturelle des Insectes. Tome II. Librairie F. Savy, Paris, p. 1-544.